# Nuoto ai Giochi della XXVIII Olimpiade - 100 metri stile libero femminili

## Record
Prima di questa competizione, il record del mondo (WR) e il record olimpico (OR) erano i seguenti.
| Record mondiale | 53"66 | Lisbeth Lenton Australia   | 31 marzo 2004 Sydney, Australia     |
| Record olimpico | 53"77 | Inge de Bruijn Paesi Bassi | 20 settembre 2000 Sydney, Australia |

Durante l'evento sono stati migliorati i seguenti record:
| Data      | Evento | Atleta      | Nazione   | Tempo | Record          |
| --------- | ------ | ----------- | --------- | ----- | --------------- |
| 18 agosto | Finale | Jodie Henry | Australia | 53"52 | Record mondiale |

## Batterie
Si sono svolte 7 batterie di qualificazione. I primi 16 atleti si sono qualificati per le semifinali.

### 1ª batteria
1. Carolina Cerqueda, Andorra 1:00.38
2. Larissa Inangorore, Burundi 1:23.90
3. Gloria Koussihouede, Benin 1:30.90

### 2ª batteria
1. Vanessa Garcia, Porto Rico 57.38
2. Yelena Skalinskaya, Kazakistan 58.56
3. Linda McEachrane, Trinidad e Tobago 58.92
4. Agnese Ozoliņa, Lettonia 59.03
5. Yi Chieh Sung, Taipei 59.18
6. Irina Shlemova, Uzbekistan 59.21
7. Shikha Tandon, India 59.70
8. Nicoleta Coica, Moldavia 59.85

### 3ª batteria
1. Dominique Diezi, Svizzera 56.67
2. Arlene Semeco, Venezuela 57.04
3. Judith Draxler, Austria 57.29
4. Hannah Jane Arnett Wilson, Hong Kong 57.33
5. Lara Heinz, Lussemburgo 57.40
6. Ágnes Mutina, Ungheria 58.10
7. Angela Chuck, Giamaica 58.33
8. Ragnheidur Ragnarsdottir, Islanda 58.47

### 4ª batteria
1. Hanna Shcherba, Bielorussia 56.01 -Q
2. Jeanette Ottesen, Danimarca 56.17
3. Alison Fitch, Nuova Zelanda 56.29
4. Sara Isaković, Slovenia 56.67
5. Eileen Marie Coparropa Aleman, Panama 57.09
6. Olga Mukomol, Ucraina 57.12
7. Anna Gostomelsky, Israele 57.15
8. Jana Kolukanova, Estonia 57.45

### 5ª batteria
1. Inge de Bruijn, Paesi Bassi 54.43 -Q
2. Kara Lynn Joyce, Stati Uniti 54.53 -Q
3. Tomoko Nagai, Giappone 55.76 -Q
4. Marleen Veldhuis, Paesi Bassi 55.81 -Q
5. Josefin Lillhage, Svezia 55.87 -Q
6. Johanna Sjöberg, Svezia 56.66
7. Florencia Szigeti, Argentina 56.71
8. Melanie Marshall, Gran Bretagna Non partita

### 6ª batteria
1. Malia Metella, Francia 55.08 -Q
2. Jodie Henry, Australia 55.13 -Q
3. Alena Popchanka, Bielorussia 55.49 -Q
4. Franziska van Almsick, Germania 55.57 -Q
5. Hanna-Maria Seppälä, Finlandia 56.01 -Q
6. Yoon-Ji Ryu, Corea del Sud 56.02
7. Rebeca Gusmão, Brasile 56.26
8. Jiaru Cheng, Cina 56.39

### 7ª batteria
1. Natalie Coughlin, Stati Uniti 54.82 -Q
2. Lisbeth Lenton, Australia 54.89 -Q
3. Nery Mantey Niangkouara, Grecia 55.12 -Q
4. Martina Moravcová, Slovacchia 55.17 -Q
5. Federica Pellegrini, Italia 55.41 -Q
6. Paulina Barzycka, Polonia 56.20
7. Jana Myskova, Repubblica Ceca 56.59
8. Yanwei Xu, Cina 56.66

## Semifinali

### 1° Semifinale
1. Kara Lynn Joyce, Stati Uniti 54.81 -Q
2. Alena Popchanka, Bielorussia 54.97 -Q
3. Nery Mantey Niangkouara, Grecia 55.02 -Q
4. Martina Moravcova, Slovacchia 55.08 -Q
5. Lisbeth Lenton, Australia 55.17
6. Marleen Veldhuis, Paesi Bassi 55.32
7. Hanna Shcherba, Bielorussia 55.67
8. Yoon-Ji Ryu, Corea del Sud 55.85

### 2° Semifinale
1. Jodie Henry, Australia 53.52 -Q
2. Inge de Bruijn, Paesi Bassi 54.06 -Q
3. Natalie Coughlin, Stati Uniti 54.37 -Q
4. Malia Metella, Francia 54.57 -Q
5. Federica Pellegrini, Italia 55.30
6. Hanna-Maria Seppala, Finlandia 55.59
7. Josefin Lillhage, Svezia 55.76
8. Tomoko Nagai, Giappone 56.03

## Finale
1. Jodie Henry, Australia 53.84
2. Inge de Bruijn, Paesi Bassi 54.16
3. Natalie Coughlin, Stati Uniti 54.40
4. Malia Metella, Francia 54.50
5. Kara Lynn Joyce, Stati Uniti 54.54
6. Nery Mantey Niangkouara, Grecia 54.81
7. Martina Moravcova, Slovacchia 55.12
8. Alena Popchanka, Bielorussia 55.24